# Hammada
Hammada là chi thực vật có hoa trong họ Amaranthaceae.